# Волковка (Могилёвская область)
Волковка (бел. Воўкаўка) — деревня в Мстиславском районе Могилёвской области Белоруссии. Входит в состав Ходосовского сельсовета.

## География
Деревня находится в северо-восточной части Могилёвской области, в пределах Оршанско-Могилёвской равнины, на правом берегу реки Мертвицы, на расстоянии примерно 27 километров (по прямой) к юго-западу от Мстиславля, административного центра района. Абсолютная высота — 174 метра над уровнем моря.

## История
В конце XVIII века Волковка входила в состав Мстиславского воеводства Великого княжества Литовского.
Согласно «Списку населенных мест Могилёвской губернии» 1910 года издания населённый пункт входил в состав Волковского сельского общества Белицкой волости Чериковского уезда Могилёвской губернии. Имелось 57 дворов и проживало 198 человек (100 мужчин и 98 женщин).
До 2012 года деревня входила в состав ныне упразднённого Заболотского сельсовета.